# Condylago
Condylago é um género botânico pertencente à família das orquídeas (Orchidaceae).